# Estación de Gerona
Gerona (Girona en catalán y según Adif) es una estación ferroviaria situada en la ciudad española de Gerona. Fue inaugurada en 1973 sustituyendo a la histórica estación de la ciudad abierta en 1862. En el año 2010 fue utilizada por más de 2,5 millones de pasajeros.
Dispone de servicios de Larga y Media Distancia operados principalmente por Renfe que abarcan tanto destinos nacionales como internacionales. 
La estación, propiedad de Adif, se encuentra al oeste del centro urbano, entre la plaza de España frente a la estación de autobuses y el Parque Central de Rafael Masó Valentí.

## Situación ferroviaria
La estación se encuentra en el punto kilométrico 29,7 de la línea Barcelona-Cerbère en su sección Massanet-Massanas a Portbou y Cerbère a 78,9 metros de altitud. El tramo es de vía doble y está electrificado. El tramo subterráneo de la estación se encuentra en el punto kilométrico 714,7 de la Línea de alta velocidad Madrid-Zaragoza-Barcelona-Frontera francesa.

## Historia
La estación fue inaugurada el 3 de marzo de 1862 con la puesta en marcha del tramo Empalme (situado en Massanet) - Gerona de la línea que pretendía unir Barcelona con la frontera francesa. Las obras y explotación inicial corrieron a cargo de la Compañía de los Caminos de Hierro de Barcelona a Gerona fundada en 1861. Esta última cambiaría poco después su razón social a Compañía de los Caminos de Hierro de Barcelona a Francia por Figueras. En 1875, la unión de la Compañía del Ferrocarril de Tarragona a Martorell y Barcelona con la compañía antes mencionada dio lugar al nacimiento de la Compañía de los ferrocarriles de Tarragona a Barcelona y Francia o TBF. En 1889, TBF acordó fusionarse con la poderosa MZA. Dicha fusión se mantuvo hasta que en 1941 la nacionalización del ferrocarril en España supuso la desaparición de todas las compañías privadas existentes y la creación de RENFE. 
El 7 de julio de 1973 Gonzalo Fernández de la Mora, Ministro de Obras Públicas de la época inauguró lo que se consideró el "primer elevado ferroviario de la red española" dando lugar a un nuevo trazado ferroviario por la ciudad de Gerona que suprimía varios pasos a nivel y liberaba 70 000 metros cuadrados de terrenos. Se realizó para ello un viaducto de hormigón de más de dos kilómetros. La obra supuso también la construcción de una nueva estación ubicada a los pies del viaducto siguiendo un esquema similar al de la Roma y al de otras construcciones de la época.
Desde el 31 de diciembre de 2004 Renfe Operadora explota la línea mientras que Adif es la titular de las instalaciones ferroviarias.

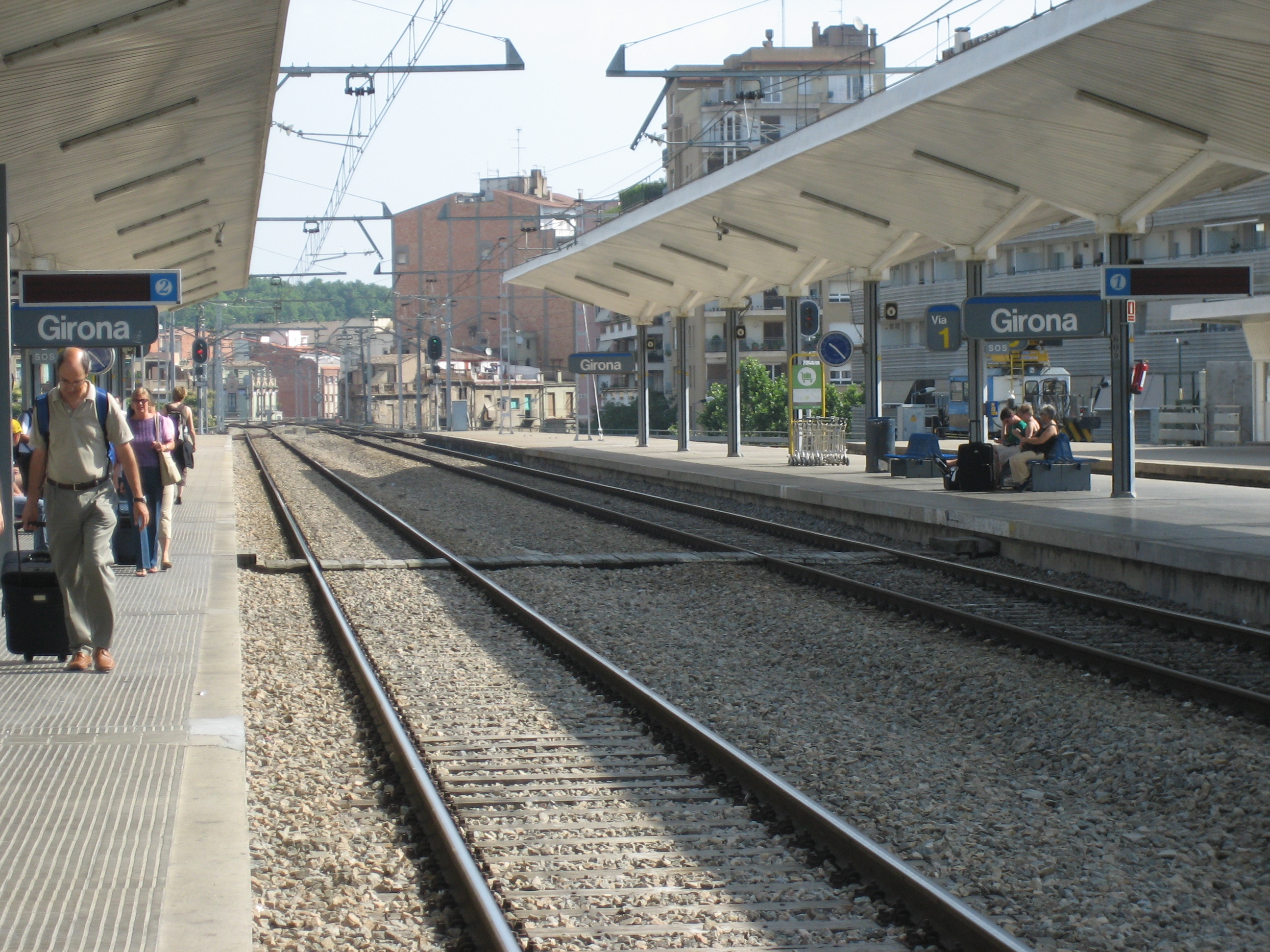
Los andenes de la estación en 2006.

Fruto de las obras de la línea de alta velocidad Madrid con la frontera francesa por Zaragoza y Barcelona se decidió construir una nueva estación soterrada. El 1 de marzo de 2012 se concluyeron las obras de excavación y de realización de la contra bóveda que albergaría la futura estación. Esta última se ubica en el sector del Parque Central, y cuenta con una estructura de 640 metros de longitud, 58 metros de anchura y 26 de profundidad. A principios de 2013, se inauguró la estación de alta velocidad.

## La estación
El actual edificio para viajeros es una amplia estructura de planta baja situado bajo las vías. Cuenta con puntos de información, venta de billetes, máquinas expendedoras, aseos, y varios locales comerciales entre los que hay cafeterías y restaurantes, tiendas de regalos, puntos de información turística, empresas de alquiler de coches, servicios bancarios y un estanco. 
Gracias a unas escaleras mecánicas y a unos ascensores se puede acceder a la planta superior donde se encuentran vías y andenes. En total dispone de seis vías (dos principales, dos derivadas y dos muertas) y tres andenes, uno lateral y dos centrales. Todos ellos cuentan con marquesina propia.
Los andenes soterrados de alta velocidad, se acceden a través de un edificio anexo, situado entre la estación y el Parque Central. cuenta con dos andenes y un total de cuatro vías, a los cuales se pueden acceder por escaleras mecánicas y ascensores.

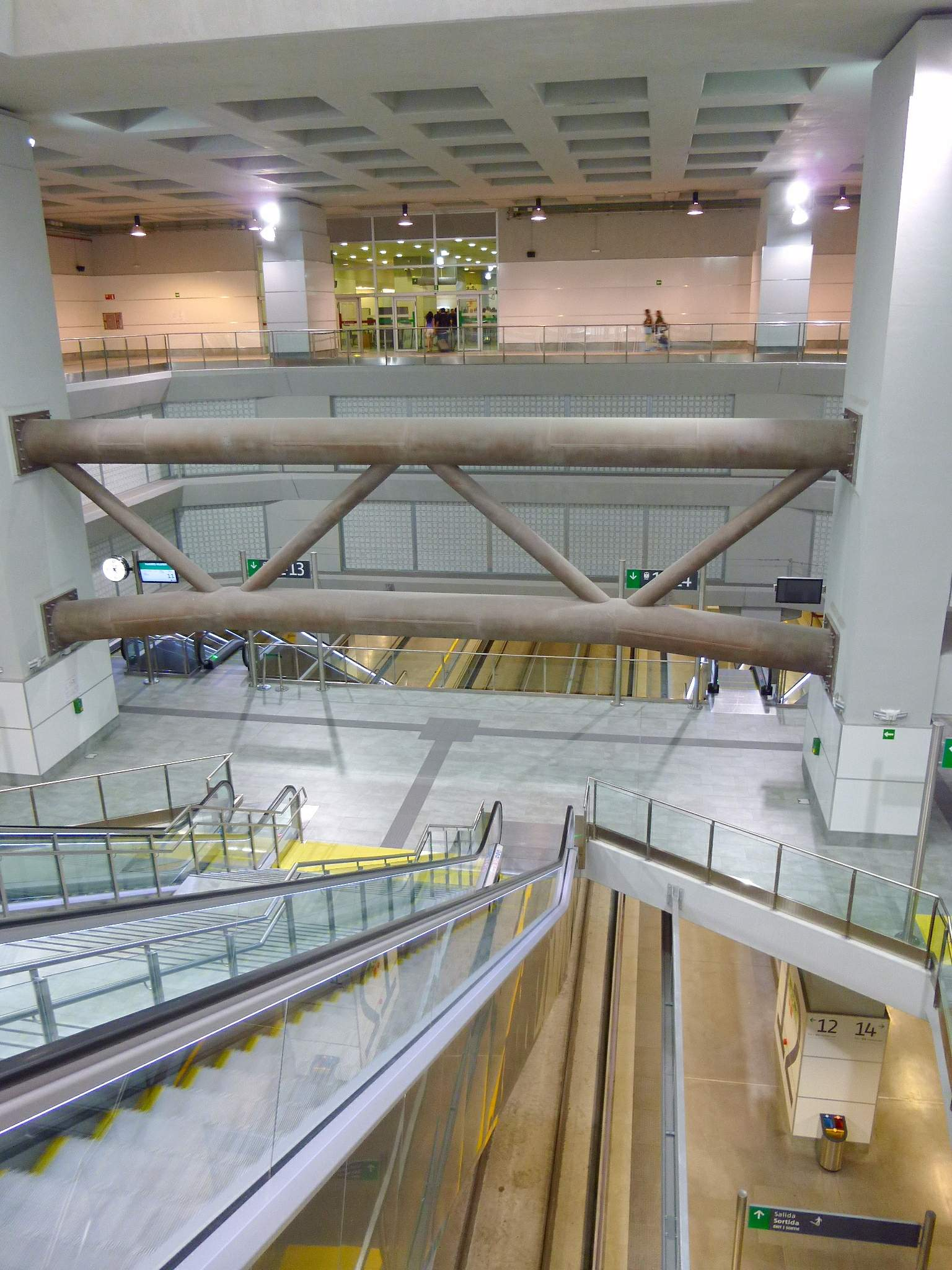
Interior de la estación de alta velocidad.

En el exterior hay una zona de aparcamiento habilitada así como la estación de autobuses de la ciudad.

## Servicios ferroviarios

### Larga Distancia
La cercanía con Francia hace que Gerona sea paso obligado de un gran número de trenes internacionales con destino al país galo, y sus prolongaciones hacia Italia y Suiza. Dichas conexiones que se realizan desde Barcelona y Madrid existen en regímenes de alta velocidad con trenes a Girona del AVE Archivado el 27 de marzo de 2020 en Wayback Machine. y TGV.
A partir del 15 de diciembre de 2013, esta estación pierde su conexión con París mediante Trenhotel, con Cerbère y Madrid mediante tren Estrella y con Lorca y Montpellier mediante Talgo debido a la supresión de estos trenes a consecuencia de la inauguración de los servicios internacionales por Alta Velocidad.

### Media Distancia
El tráfico de Media Distancia que posee la estación es especialmente significativo en la medida en que todas las relaciones existentes que salen de Barcelona con destino a Figueras, Portbou y Cerbère y viceversa tienen parada en la estación. Los trenes usados son tanto MD como Regional. 

### Cercanías
Gerona es una estación de la línea RG1 de Cercanías de Gerona.

## Galeria

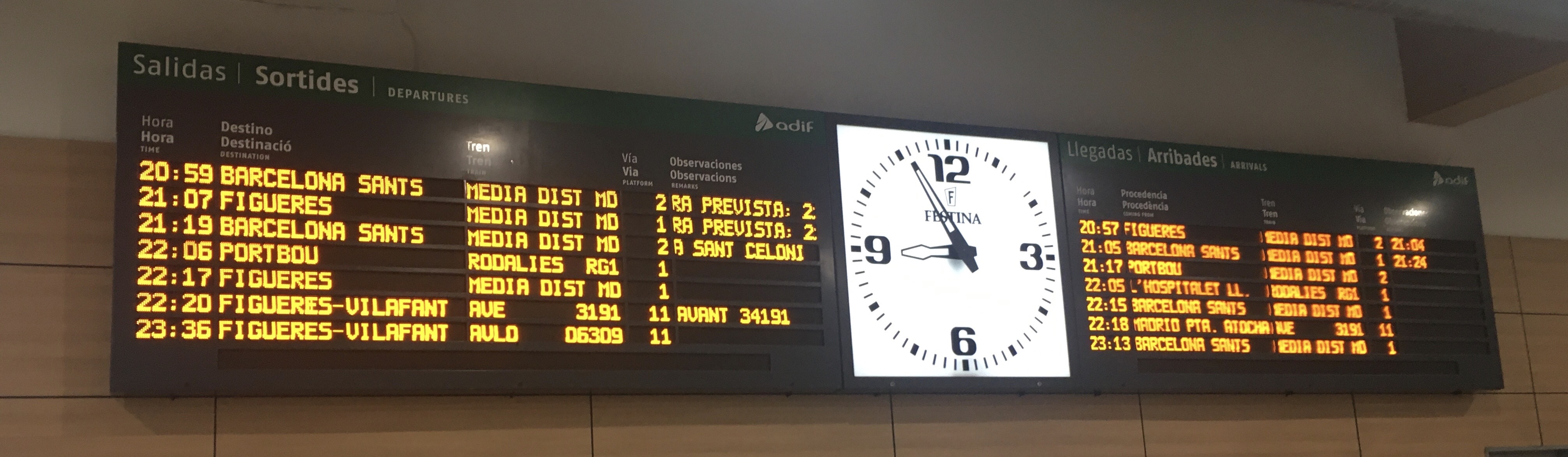
Panel de información para los trens en la estación de Girona
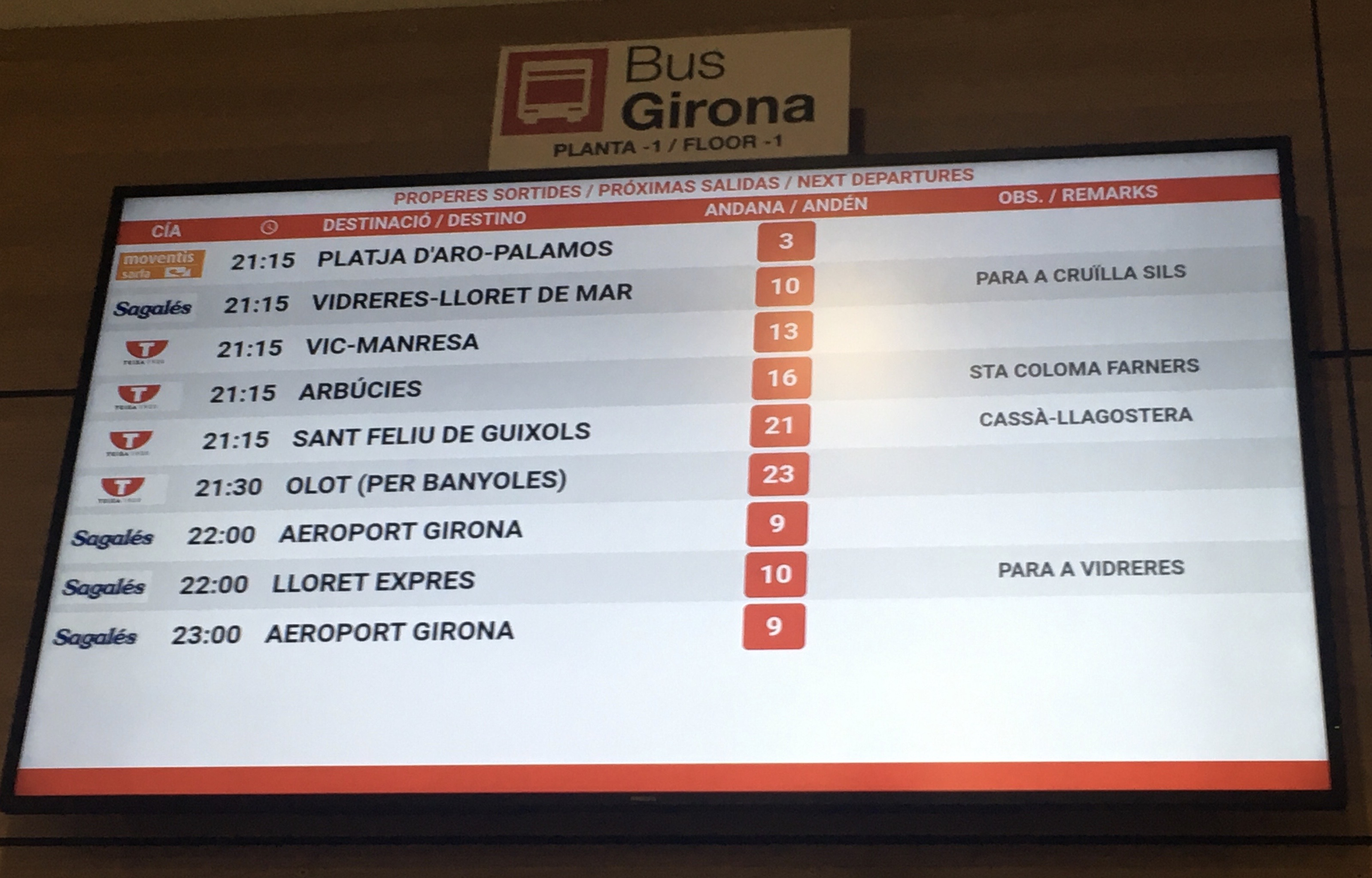
Panel de información para los autobuses en la estación de Girona